# Leandro Desábato
Leandro Desábato (sinh ngày 30 tháng 3 năm 1990) là một cầu thủ bóng đá người Argentina.

## Sự nghiệp câu lạc bộ
Leandro Desábato hiện đang chơi cho Cerezo Osaka.